# 다정도 병이런가
"다정도 병이런가"는 한국에서 제작된 윤봉춘 감독의 1957년 영화이다. 김웅 등이 주연으로 출연하였고 윤봉춘 등이 제작에 참여하였다.

## 출연

### 주연
- 김웅
- 최은희
- 양유록
- 이예춘

## 기타
- 원작자: 장덕조
- 조명: 함완섭
- 녹음: 최칠복